# Gamla hamnen, Karleby

Gamlahamnsviken, vik i Gamlakarleby i Karleby stad, fi. Vanhansatamanlahti. Förr hette viken Kaustarviken efter byn Kaustar dit viken en gång i tiden sträckte sig. Stadens hamn låg vid Gamlahamnsviken innan den flyttades till Yxpila.
Det finns en allmän badstrand i viken.

## Källhänvisningar
1. ↑  "Förteckning över de allmänna och små allmänna badstränderna". Arkiverad 22 augusti 2019 hämtat från the Wayback Machine. Kokkola.fi. Läst 31 januari 2015.